# 康元帥

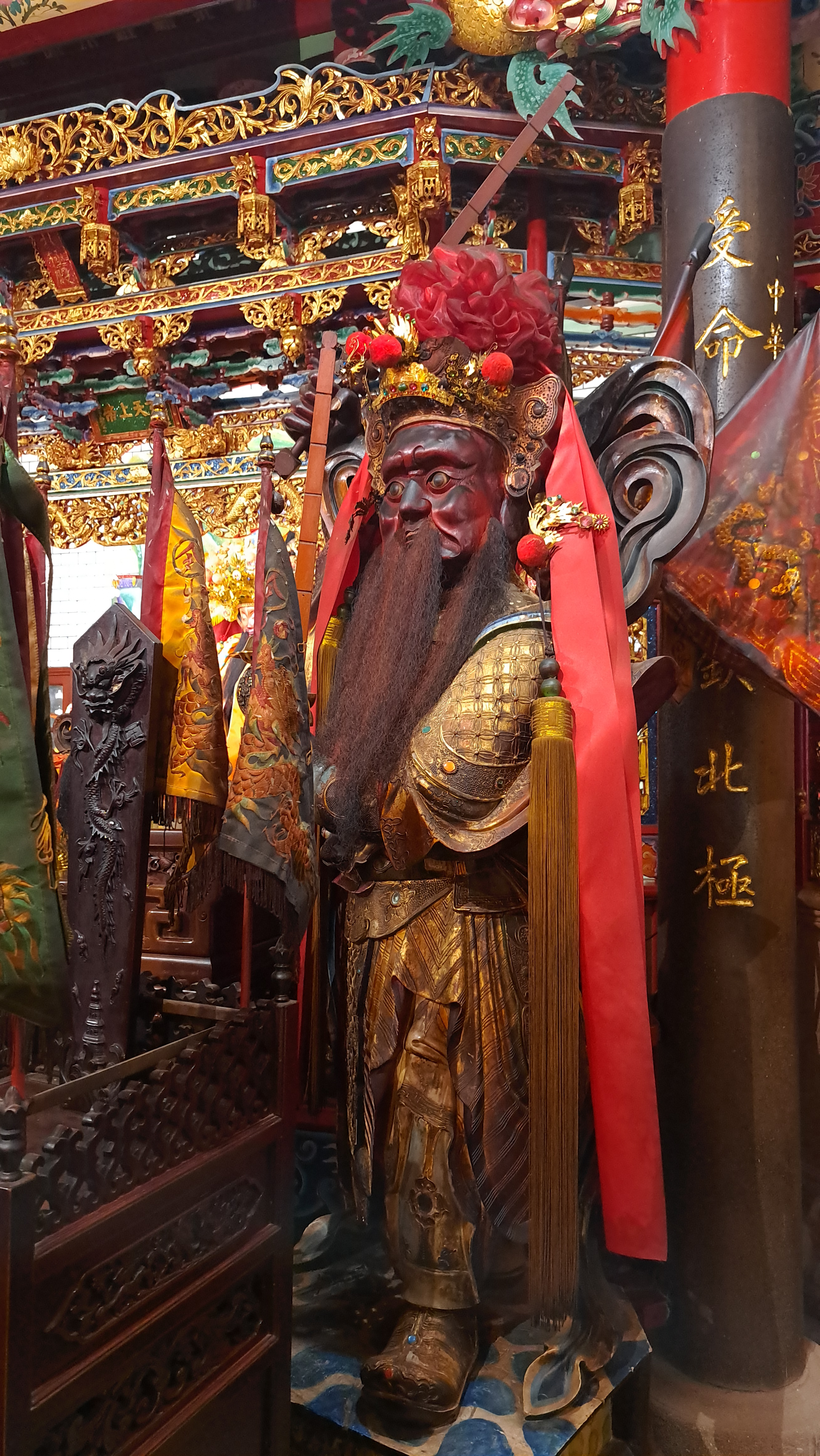
康元帥立姿神像，赤面蓄鬍，手持雙鐧

康元帥，又稱康真君、康公、康王，是中國道教和民間信仰的一位神祗，為東嶽十太保之一。在華南及台灣，康王信仰很普遍。

## 信仰來源
康元帥的原型有多種說法，根據《三教源流搜神大全》的說法，康元帥「負龍馬之精，而生於黃河之界。」他生而仁慈，連虫蟻都不輕易殺害。有一次他救了一隻被隼折斷翅膀的鸛，用醇漿喂養。之後這隻鸛含著長生草飛回來報答他。他接濟百姓，為鄉里稱讚。玉皇上帝得知後，封他為仁聖元帥，「以掌四方都社令焉」。
《北遊記》中則提到了另一種說法，稱他本名康席，是西安府黑松林的妖精，在仁聖巖中興妖作怪。玄天上帝途經此處，被他攔路打劫，困在鐘蓋之下。後因妙樂天尊的協助，將蛇精變作仙丹哄騙其吃下，因而降伏了康席。之後歸正途，跟隨玄天上帝收妖，被玉皇上帝封為「仁聖康元帥」。
另外有一種說法，認為康王的原型是北宋將領康保裔。根據《宋史·忠義傳》的記載，康保裔在與契丹的戰爭中殉國。死後被尊為神，宋廷賜號「威顯善利靈應英烈王」。
《宋會要》中提及到一位「康舍人」的神祗，其為東嶽大帝下屬的佐神，慶元二年（1196年）被加封為「威濟善利孚應英烈王」，其封號與康王康保裔的封號頗有類似之處。康舍人為瘟神，可能在後世逐漸與康王康保裔混為一談，將康舍人附會為康保裔。石秀峰在查閲了清代廣東地方志及各地康公廟的碑文後指出，當地信奉的百姓僅强調了康公的靈驗，而沒有提及他的忠義，由此可見康公似乎偏向於道教一類神明，而不是因忠義而被尊為神的康保裔。

## 各地的信仰
康王信仰遍佈華南各地，其中以江西為康王信仰的集中地區，湖南、廣東、江蘇、福建等各省亦多分佈，其在贛南客家人聚居地尤受尊崇，僅在瑞金就有多座康王廟。
在福建和台灣，康元帥被列為五營將軍之一，他掌管的是內五營中的南營。溫元帥與康元帥也是福州九案泰山信仰的主神。

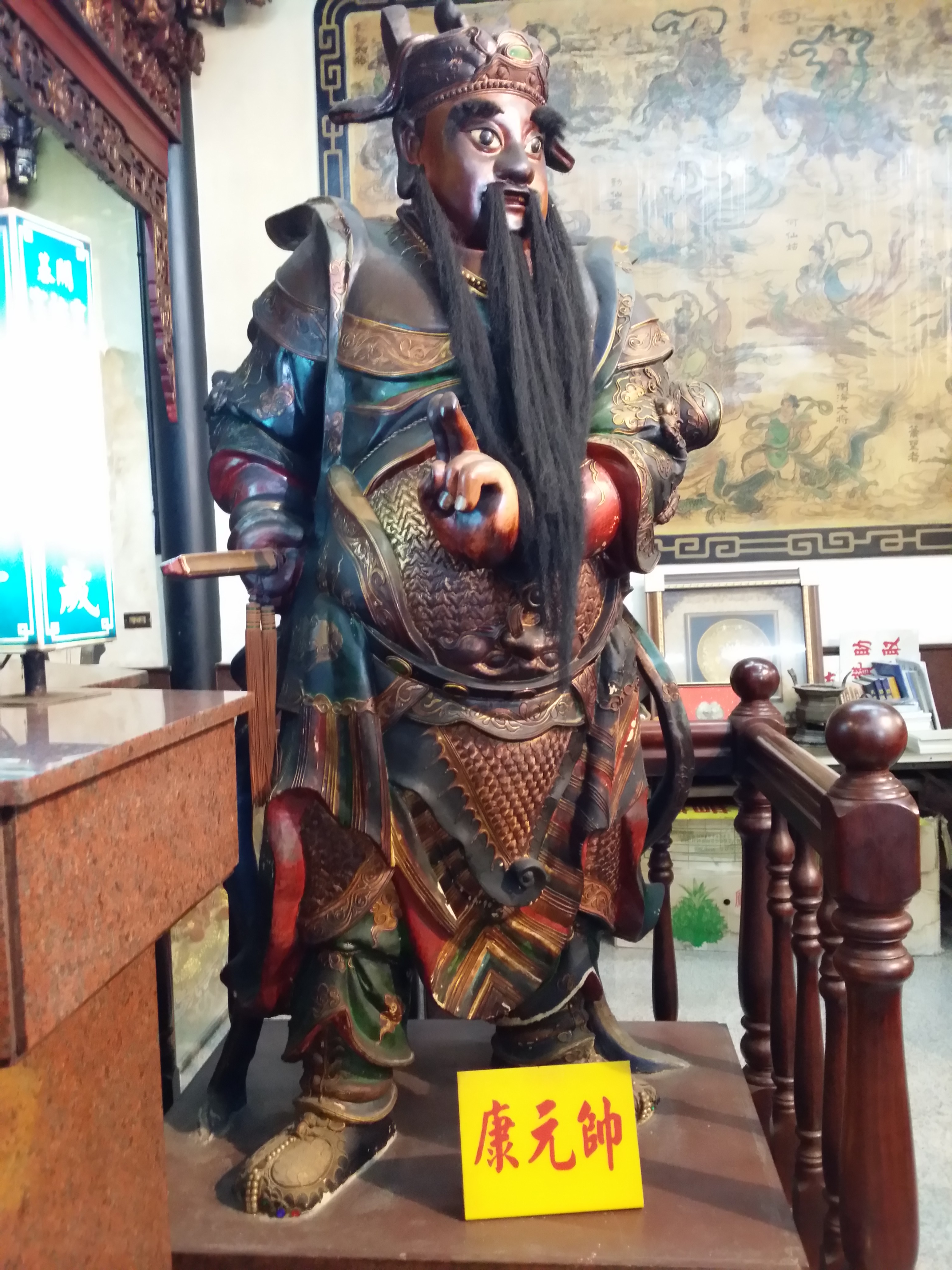
康元帥(台南開基靈佑宮)
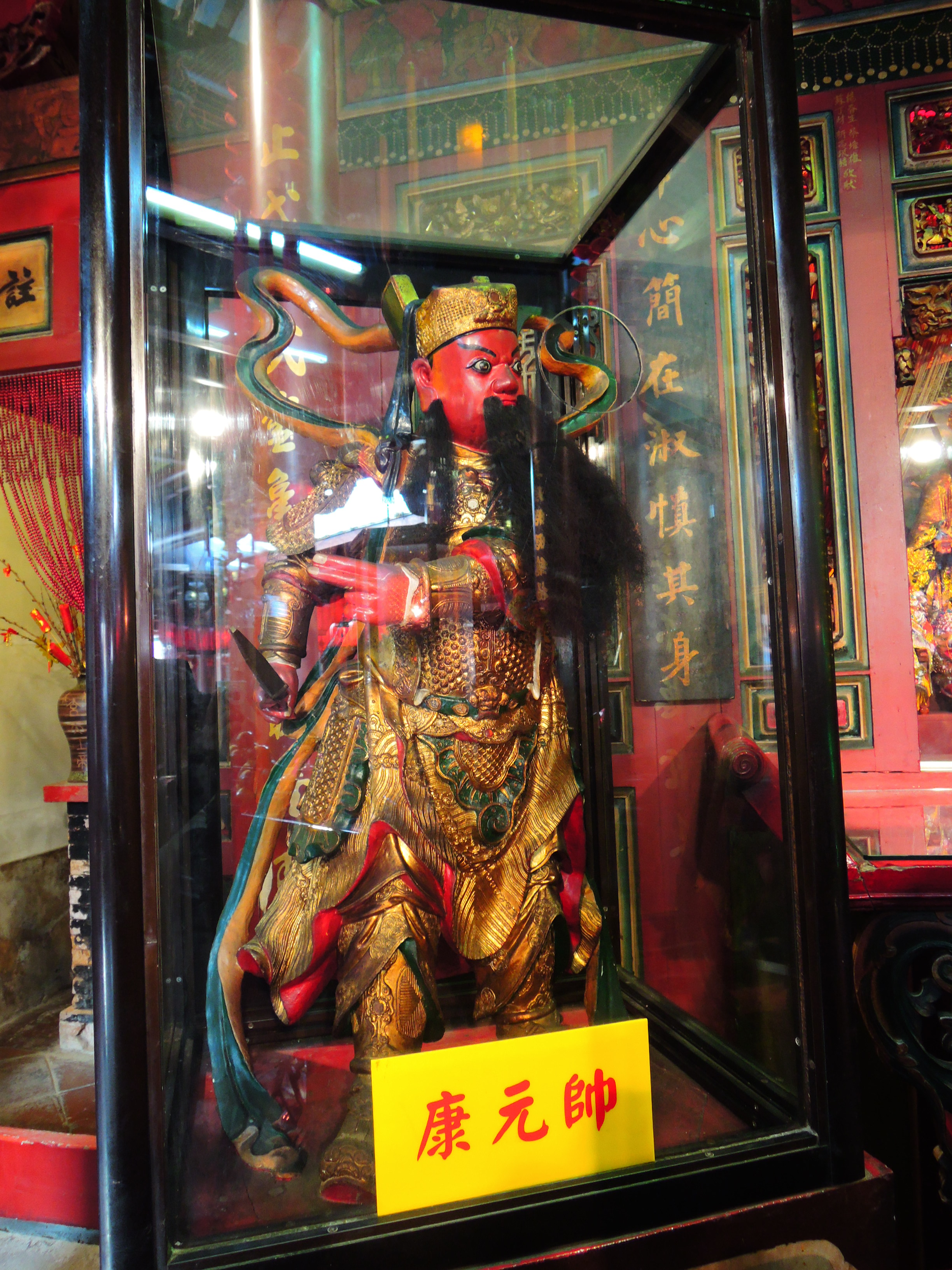
康元帥(梧棲真武宮)
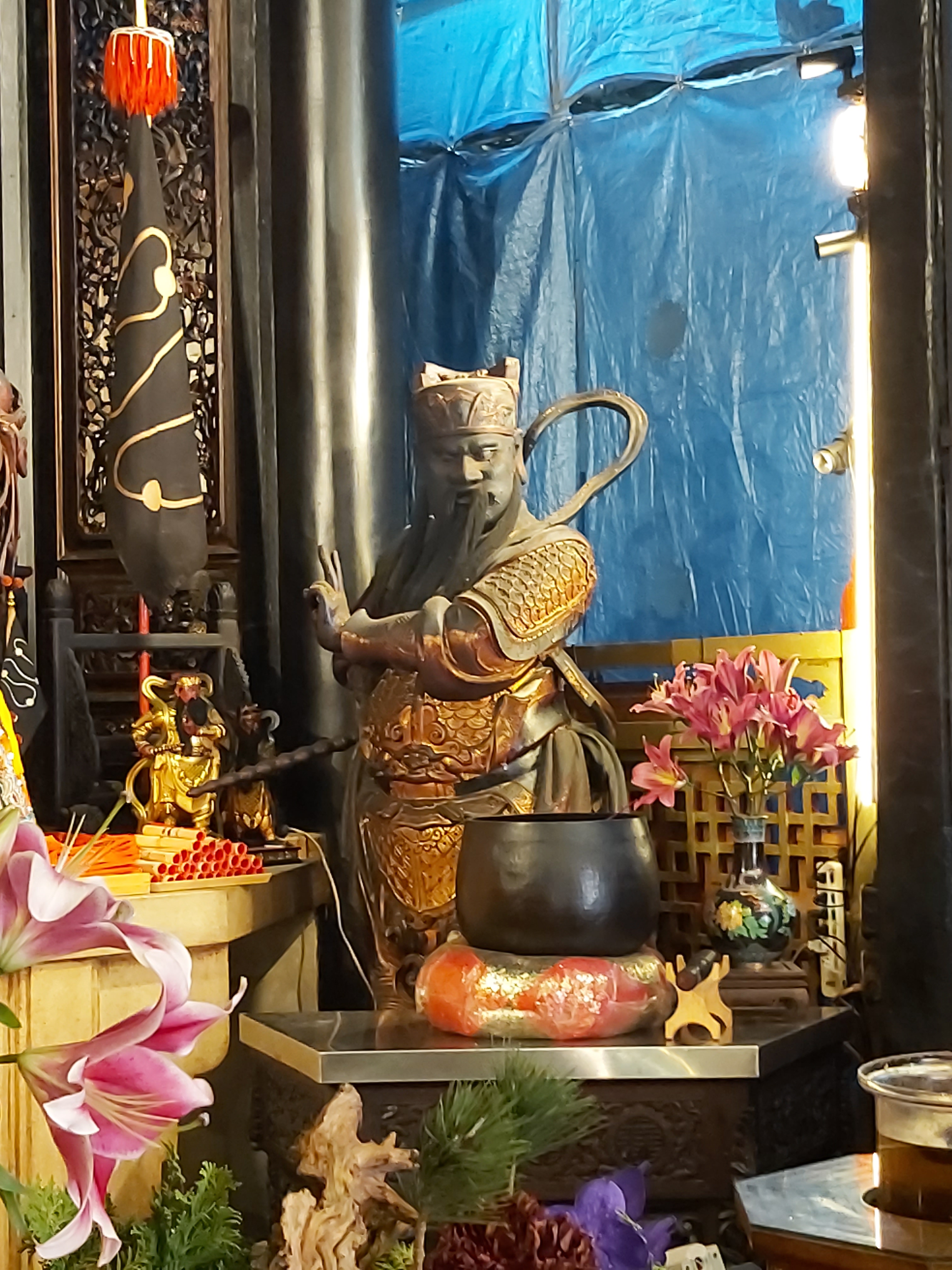
康元帥(台南北極殿)
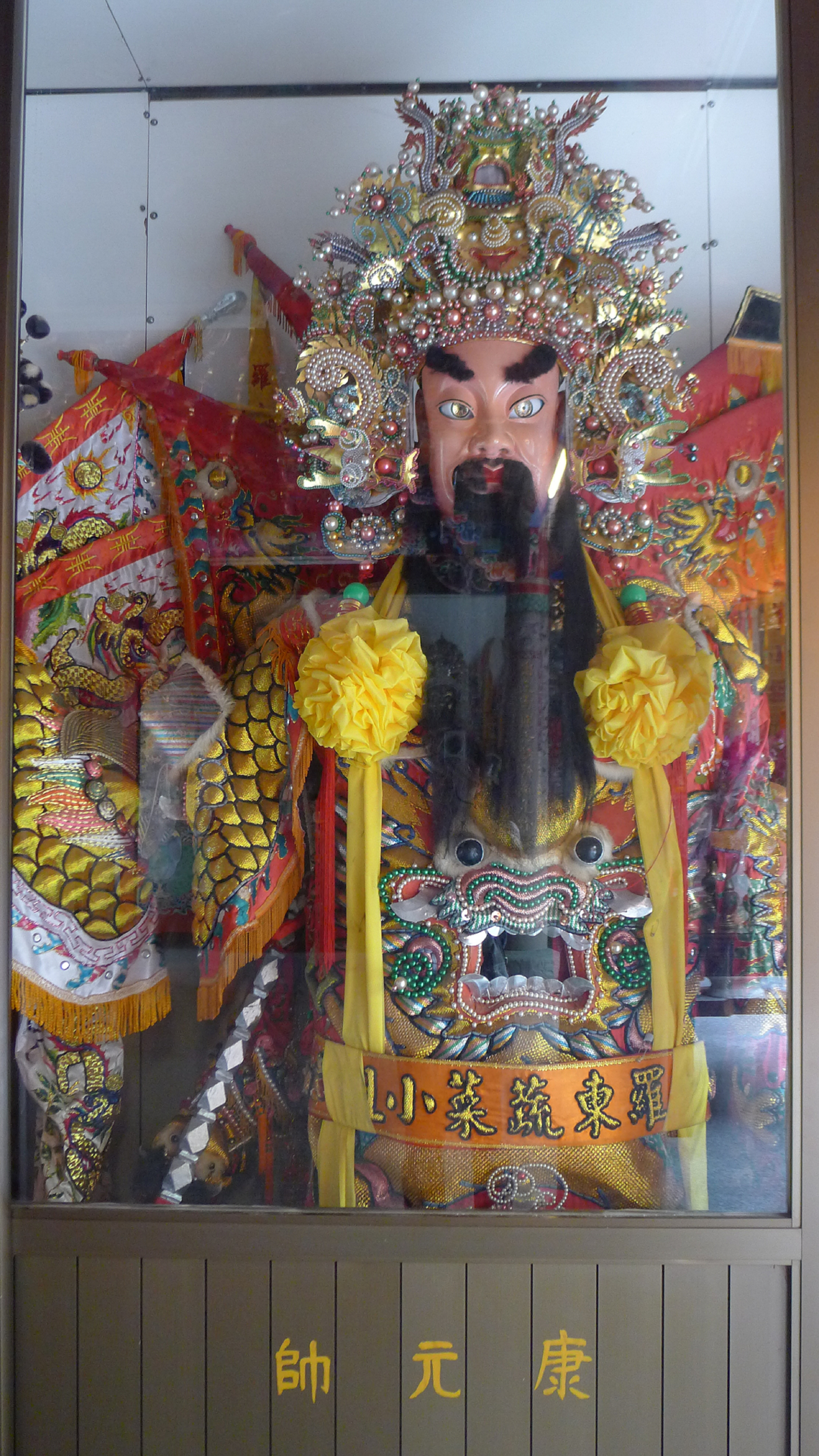
神將形式的康元帥(羅東奠安宮)